# Veřejně prospěšné práce

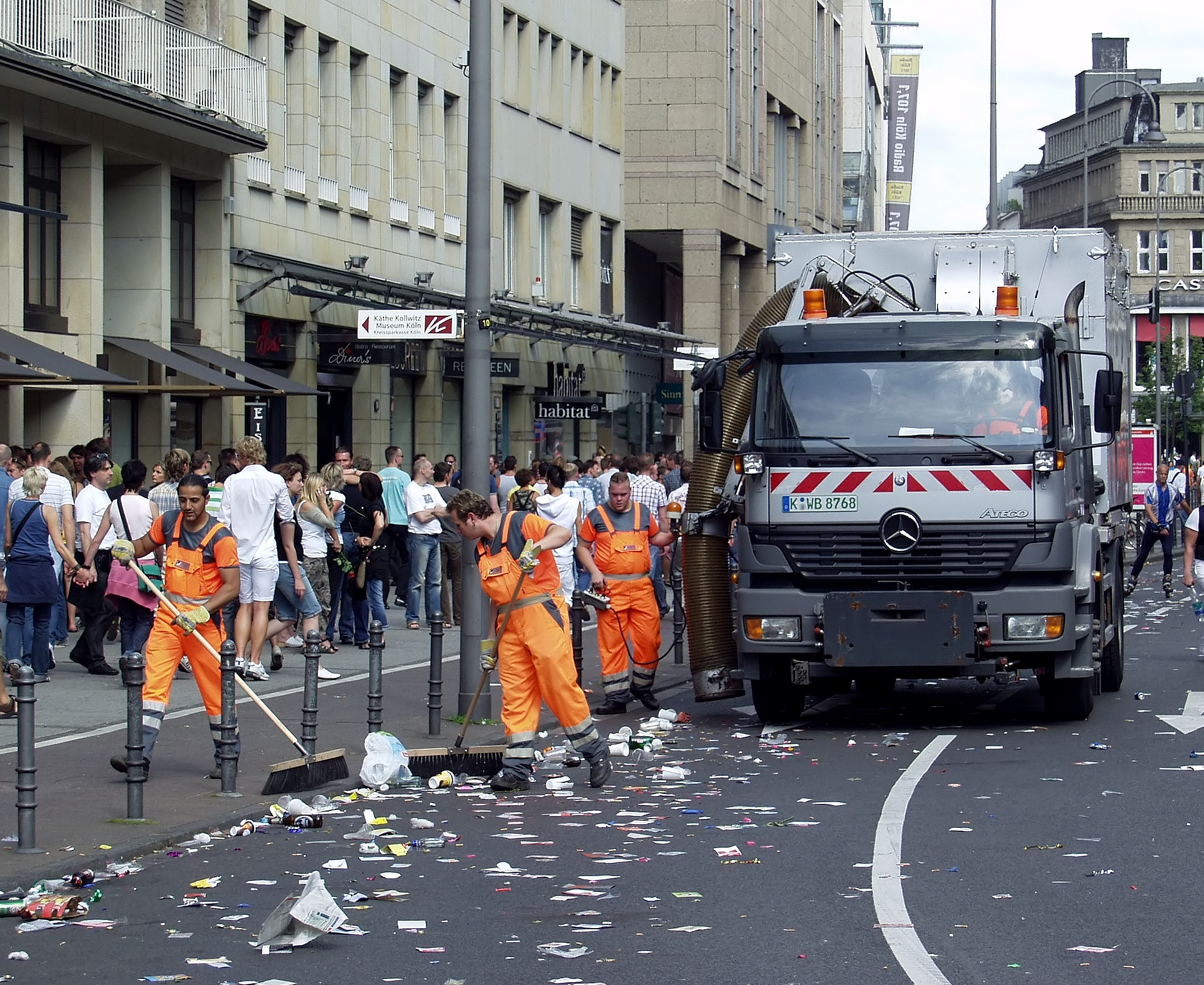
Úklid ulice.

Veřejně prospěšné práce jsou zejména práce nekvalifikované, spočívající v údržbě veřejných prostranství, úklidu a údržbě veřejných budov a komunikací nebo jiných obdobných činnostech ve prospěch obcí nebo ve prospěch státních nebo jiných obecně prospěšných institucí (§112 odst. 1 zákona č. 435/2004 Sb., o zaměstnanosti). 
Za jiné obdobné činnosti lze považovat práci osobního asistenta osob se zdravotním postižením, pomocné práce v oblasti charity, pomocné práce v oblasti sociální a kulturní, pomocné práce ve školách a při údržbě sportovišť.
VPP (veřejně prospěšné práce) jsou časově omezené pracovní příležitosti, sjednávané na dobu maximálně 12 měsíců, ve výjimečných případech až na 24 měsíců.